# Paul Meurisse
Paul Gustave Pierre Meurisse (Dunkerque, 1912. december 21. – Neuilly-sur-Seine, 1979. január 19.), francia színpadi és filmszínész. Előkelő megjelenésű, flegmatikus, választékos beszédű, szándékait ügyesen rejtő, nyugtalanító tekintetű, erős kisugárzású férfi karakterek alakítója, a Comédie-Française rendszeres vendégművésze. Egyik legismertebb filmszerepét Henri-Georges Clouzot rendező 1955-ös Ördöngösök című pszichothrillerében alakította, egy házasságtörő férfit, aki könyörtelenül halálba hajszolja megunt feleségét.

## Élete

### Származása
Észak-franciaországi felső-középosztálybeli családban született. Apja Théobald Fortuné Henri Meurisse, egy dunkerque-i bank alelnöke, anyja Germaine Céline Goetghebeur volt. Gyermekkorát Korzikán, majd Dijonban töltötte.

### Színészi pályája
Aix-en-Provence-ban jogot végzett, majd a jegyzőségen dolgozott szakmunkatársként (assessor). Szép hangja volt, a színpad és a dal világa erősen vonzotta. 1936-ban Párizsba utazott, részt vett egy rádiós dalversenyen, amit megnyert. Leszerződtették a párizsi Trianon mulató egyik revüműsorába, táncos-énekesnek. Specialitása volt vidám kuplékat szomorkás, komor hangnemben előadni. Pierre Dac komikus-kabarettista magával vitte több országot érintő turnéra. Maga Meurisse úgy ítélte, énekesként nincs jövője, és azt fontolgatta, félbeszakítja a turnét és visszautazik Aix-en-Provence-ba jogászkodni. Közben Rómában találkozott Marie-Louise Damien, művésznevén Damia francia énekes-színésznővel, akinek hatása alá került és végigcsinálta a turnét, majd visszatért Párizsba, de inkább színművészi munkát keresett. (Meurisse énekes pályafutásából számos részletről filmfelvétel is készült, ezek szerepelnek egyik első mozifilmjében, a 24 heures de perm-ben, amely 1940-ben elkészült, de csak 1945-ben került a mozikba.)

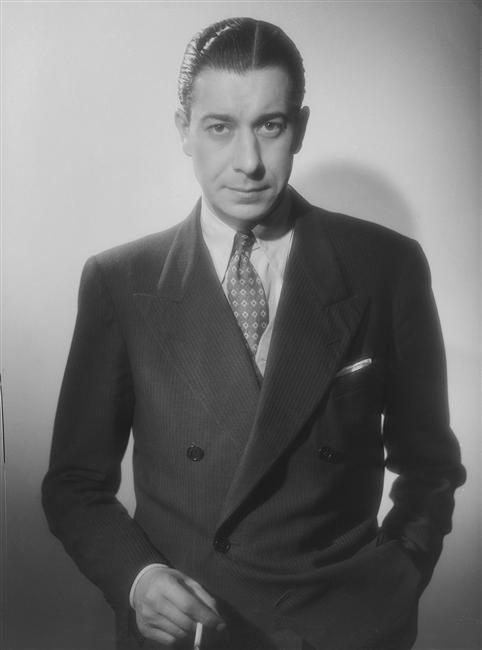
1944-es képe (Harcourt Fotostúdió)

1939-ben az általános mozgósítás keretében behívták katonának. Hamarosan visszatért és Maurice Chevalier oldalán lépett fel. 1940 áprilisában a párizsi Bouffes-Parisiens színházban Édith Piaf partnereként játszott A közönyös szépfiú (Le bel indifférent) című monodrámában, melyet közös barátjuk, Jean Cocteau kettejükre szabva írt. Meurisse és Piaf között élettársi viszony állt fenn egészen 1942-ig, ekkor kapcsolatuk megszakadt, Meurisse megnősült, Piaf Yves Montandhoz csapódott.
Apró próbálkozások, mellékszerepek után filmszínészi pályája igazából 1946-ban indult meg, Jacques Feyder rendező Párizs sötét utcáin című bűnügyi filmdrámájában, ahol egy vagány csirkefogót alakított, Françoise Rosay, Simone Signoret, Paul Demange és Andrée Clément társaságában, lecsúszott párizsi külvárosi környezetben. Sorra kapta a film-főszerepeket, vígjátékokban és bűnügyi filmekben, thrillerekben egyaránt. Filmszerepei mellett sűrűn szerepelt színpadon, klasszikus és kortárs darabokban. 1956-tól a párizsi Comédie-Française állandó vendégművésze volt, ugyanakkor elutasította, hogy a színház társulatának állandó tagjává váljon.
Egyik legismertebb film-főszerepe, amely hét évtized után is megfogja a nézőket, Michel DeLassalle iskolaigazgató alakítása Henri-Georges Clouzot 1955-ös Ördöngösök (Les diaboliques) című filmjében, mely Boileau-Narcejac 1952-es bűnügyi regényéből készült. A hidegen számító, lelketlen férj – szövetkezve hozzá hasonlóan gátlástalan szeretőjével (Simone Signoret-val) – fondorlatos módszerekkel kétségbeesésbe és halálba hajszolja beteg feleségét (Véra Clouzot-t), hogy megszerezze annak vagyonát. A filmtörténeti jelentőségű alkotás alapján 1996-ban amerikai remake is készült, Az ördög háromszöge (Diabolique) címmel, Jeremiah S. Chechik rendezésében, Chazz Palminteri, Sharon Stone és Isabelle Adjani főszereplésével.
Pályatársaihoz, Lino Venturához és Jean Gabinhez hasonlóan nem komponálta meg szerepeit, természetes stílusban adta önmagát, elmenve, ha kellett, az öngúnyig is. Ilyen szerepeket játszott a Georges Lautner által rendezett „Monocle” thriller-vígjátékokban (1961–1964), ahol Théobald Dromard francia kémelhárító tisztet, becenevén a „Fekete Monoklit” alakította, visszafogott, hűvös eleganciával, sok fekete humorral. Meurisse annyira népszerű volt ebben a Monokli-szerepben, hogy Lautner  még az 1963-as Lövöldöző taták című gengszter-vígjátékban is szerepeltette egy rövid cameo-megjelenés erejéig.
Cinikus, manipulatív ügyészt alakított Henri-Georges Clouzot rendező 1960-as Igazság (La vérité) című filmdrámájában, ahol Brigitte Bardot-t vádolják gyilkossággal. Jacques Pinoteau rendező könnyed házassági komédiájában, a Moi et les hommes de 40 ans (Én és a negyvenes férfiak)-ban (1965) hűvös és elegáns nőcsábászt alakított, Michel Serrault és Michel Galabru társaságában, akik mind a szép Dany Saval körül döngicsélnek. Meurisse további nevezetes szerepei közé sorolják Blot rendőrfelügyelő alakját Jean-Pierre Melville rendező Második nekifutás (Le deuxième souffle) c. krimijében (1966), ahol a Lino Ventura által alakított gengsztert üldözte, sok meditáció és magányos monológi közepette. A náci megszállók ellen harcoló földalatti fegyveres ellenállás egyik vezetőjét, Luc Jardie-t alakította Melville: Árnyékhadsereg (L’armée des ombres) című filmeposzában (1969), akinek alakját a rendező több valós ellenállási vezető személyiségből olvasztotta össze, így Jean Cavaillès-ből, Pierre Brossolette-ből és Jean Moulinből.

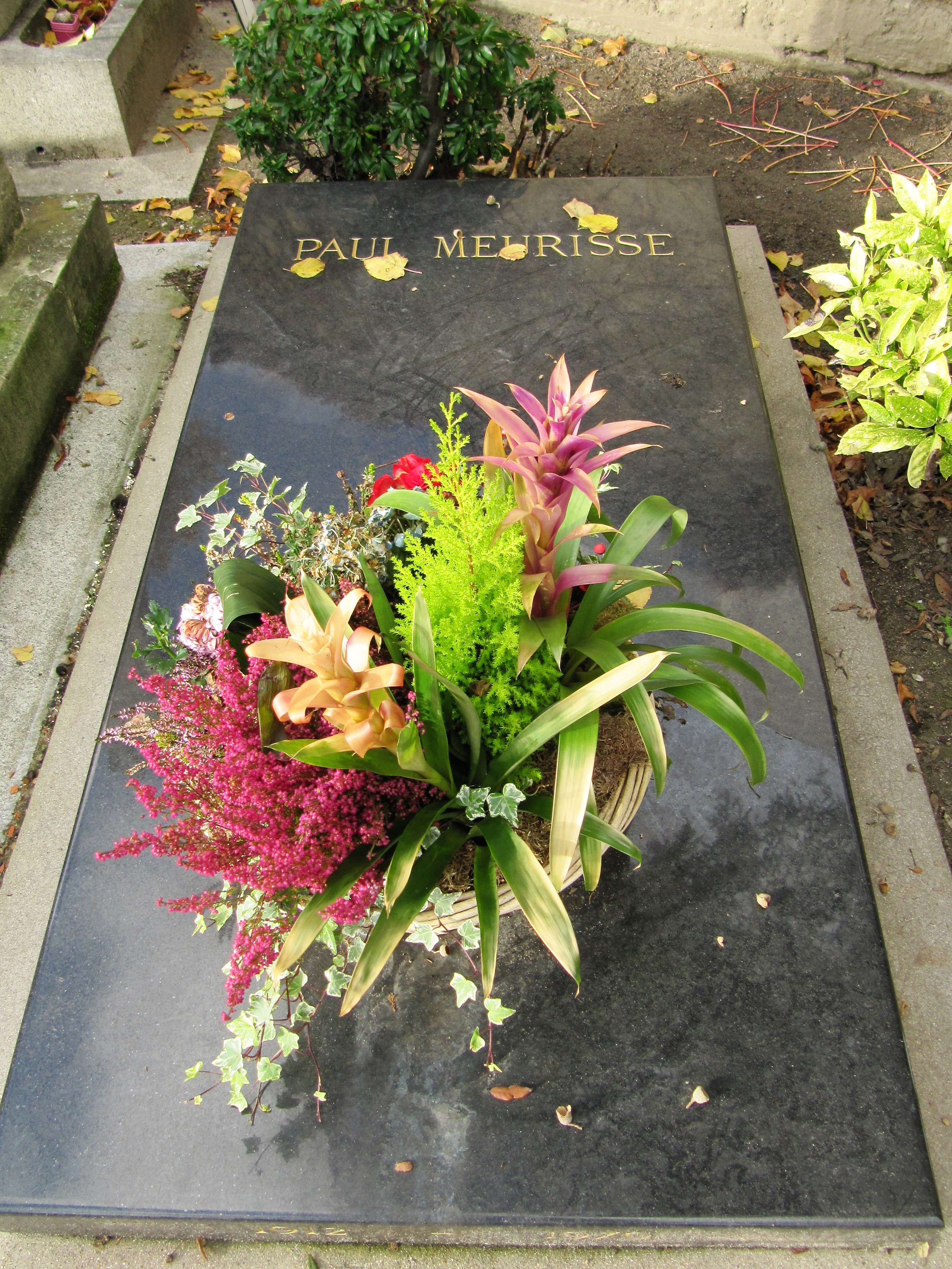
Síremléke Neuilly-sur-Seine régi temetőjében

### Magánélete
Meurisse háromszor nősült, mindhárom alkalommal színésznőt vett feleségül. Első házasságát rövid idővel Édith Piaftól való elszakadása után, 1942. május 22-én kötötte Michèle Alfa (1911–1987) színésznővel Párizsban. 1946. július 22-ig éltek együtt.
Második feleségével, Micheline Cheirellel (született Micheline Truyen, 1917–2002) 1951. április 6-án Ézy-sur-Eure-ben házasodott össze, és 1955-ben váltak el.
Harmadik házasságát Micheline Gary-val (született Christiane Guary, 1925–2022) kötötte 1960. július 5-én Párizs 7. kerületében, az asszony mellette maradt Meurisse haláláig, 1979-ig.

### Halála, utóélete
Szívinfarktus következtében hunyt el Párizsban, 1979. január 19-én, miközben a színpadon a Sacha Guitry által rendezett A papának igaza volt című színdarabban játszott. Neuilly-sur-Seine-ben, az Ótemetőben nyugszik.
Emlékiratait röviddel halála után, 1979-ben adták ki, „Les éperons de la liberté” (A szabadság jégtörői vagy sarkantyúi) címmel.

## Főbb filmszerepei
- 1941: Ne bougez plus; Hector
- 1941: Montmartre sur Seine; Paul Mariol
- 1942: Défense d’aimer; Maxime Gavard
- 1942: Mariage d’amour; Robert
- 1943: La ferme aux loups; Monsieur Furet
- 1945: Vingt-quatre heures de perm’; önmaga
- 1945: Marie la Misère; Édouard
- 1946: Párizs sötét utcáin (Macadam); Victor Ménard
- 1947: Inspecteur Sergil; Pierre Sergil rendőrfelügyelő
- 1947: Monsieur Chasse; Moricet
- 1947: Szenvedély rabjai (Bethsabée); Lucien Sommervill százados
- 1947: La fleur de l’âge; Monsieur Garnier
- 1948: La dame d’onze heures; Stanislas-Octave Seminario („SOS”)
- 1948: A szélhámos halála (Manù il contrabbandiere); Nansen rendőrfelügyelő
- 1948: Le colonel Durand; Gérard Durand császári ezredes
- 1948: Le dessous des cartes; Nansen rendőrfelügyelő
- 1948: Impasse des deux anges; Jean, ékszertolvaj
- 1948: Sergil et le dictateur; Sergil rendőrfelügyelő
- 1948: Scandale; Steve Richardson
- 1949: L’ange rouge; Pierre Ravignac
- 1949: Dernière heure, édition spéciale; Dominique Coche
- 1950: Agnès de rien; Carlos de Chaligny
- 1951: Maria du bout du monde; Mathias
- 1951: Szerenád a hóhérnak (Sérénade au bourreau); William A. Schomberg
- 1951: Férjem, a csodálatos (Ma femme est formidable); önmaga
- 1952: Sergil chez les filles; Sergil rendőrfelügyelő
- 1953: Je suis un mouchard; Bob Torquella
- 1954: La contessa di Castiglione; III. Napóleon császár
- 1955: Ördöngösök (Les diaboliques); Michel Delassalle
- 1955: Fortune carrée; Mordhom
- 1955: L’affaire des poisons; Étienne Guibourg apát
- 1957: Jusqu’au dernier; Fredo Ricioni bandafőnök
- 1957: L’inspecteur aime la bagarre; Morice rendőrfelügyelő
- 1957: Les violents; Malouvier rendőr-főfelügyelő
- 1958: Échec au porteur; Varzeilles körzeti biztos
- 1958: Le septième ciel; Manuel Villa
- 1959: Különös találkozás (Marie-Octobre); François Renaud-Picart, nagyvállalkozó
- 1959: Guinguette; Villancourt márki
- 1959: Fejjel a falnak (La tête contre les murs); Dr. Emery
- 1959: Ebéd a fűben (Le déjeuner sur l’herbe); Étienne Alexis
- 1960: A francia nő és a szerelem (La française et l’amour); Jean-Claude Perret
- 1960: Igazság (La vérité); Éparvier ügyész
- 1961: Le monocle noir;  „Monocle” Dromard parancsnok
- 1961: Les nouveaux aristocrates; Philippe de Maubrun apja
- 1962: Örömtelen harangjáték (Carillons sans joie); Lambérieux százados
- 1962: L’oeil du monocle;  „Monocle” Dromard parancsnok
- 1963: Du mouron pour les petits oiseaux; Armand Lodet (Monsieur Armand)
- 1963: Lövöldöző taták (Les tontons flingueurs); elegáns járókelő
- 1963: Hölgyeim, vigyázat! (Méfiez-vous, mesdames!); Charles Rouvier
- 1963: L’assassin connaît la musique…; Lionel Fribourg
- 1964: Le monocle rit jaune; „Monocle” Dromard parancsnok
- 1965: Moi et les hommes de 40 ans; Alexandre Dumourier
- 1965: A főkomornyik (Le majordome); Léopold
- 1965: A nagy buli (La grosse caisse); Paul Filippi
- 1965: Pórul járt jómadarak (Quand passent les faisans); Alexandre Larsan-Bellac
- 1966: Mulat a kongresszus (Der Kongreß amüsiert sich); Talleyrand gróf
- 1966: Második nekifutás (Le deuxième souffle); Blot rendőrfelügyelő
- 1969: Árnyékhadsereg (L’armée des ombres); Luc Jardie
- 1971: Esténként a kormoránok rikoltoznak a dzsunkák fölött (Le cri du cormoran, le soir au-dessus des jonques); Krüger
- 1971: Halkan a basszushangokkal (Doucement les basses); püspök
- 1973: Les voraces; Martino rendőrfelügyelő
- 1974: Les suspects; Laurent Kirchner
- 1975: A cigány (Le gitan); Yan Kuq
- 1976: L’éducation amoureuse de Valentin; Julien Blaise

## Kitüntetései, díjai
- Francia Becsületrend tiszti osztálya[16]
- Frontharcos érdemkereszt (Croix du combattant)
- Művészetek és Irodalom Érdemrendje
- 1939–1945-ös háborús emlékérem (MC39), franciaországi ékítménnyel